# توربن گریل
توربن گریل (انگلیسی: Torben Grael؛ زادهٔ ۲۲ ژوئیهٔ ۱۹۶۰) قایقران قایق بادبانی اهل برزیل بود.